# 八尋不二
八尋 不二（やひろ ふじ、1904年7月18日 - 1986年11月9日）は、日本の脚本家である。本名-實（-みのる）。昭和初年のサイレント映画時代末期から500本のシナリオを執筆、トーキー黎明期の京都にかつて存在した脚本家集団「鳴滝組」に参加、映画史に名を残す。勲四等旭日小綬章受章者。

## 来歴・人物
1904年（明治37年）7月18日、福岡県朝倉郡夜須村長者町（現在の同郡筑前町長者町）に生まれる。上京後、明治大学政経学部に入学するが中退する。
1927年（昭和2年）、マキノ・プロダクション御室撮影所で『学生五人男』シリーズ全6作を発表して脚本家としてデビューする。翌1928年（昭和3年）、東京・巣鴨町（現在の豊島区西巣鴨）の河合映画製作社に入社、わずか2年少々の間に脚本を量産、35本が映画化された。1931年（昭和6年）、京都に戻り、帝国キネマに移籍、同年の同社の新興キネマへの改組後も残留して、同京都撮影所で活躍した。

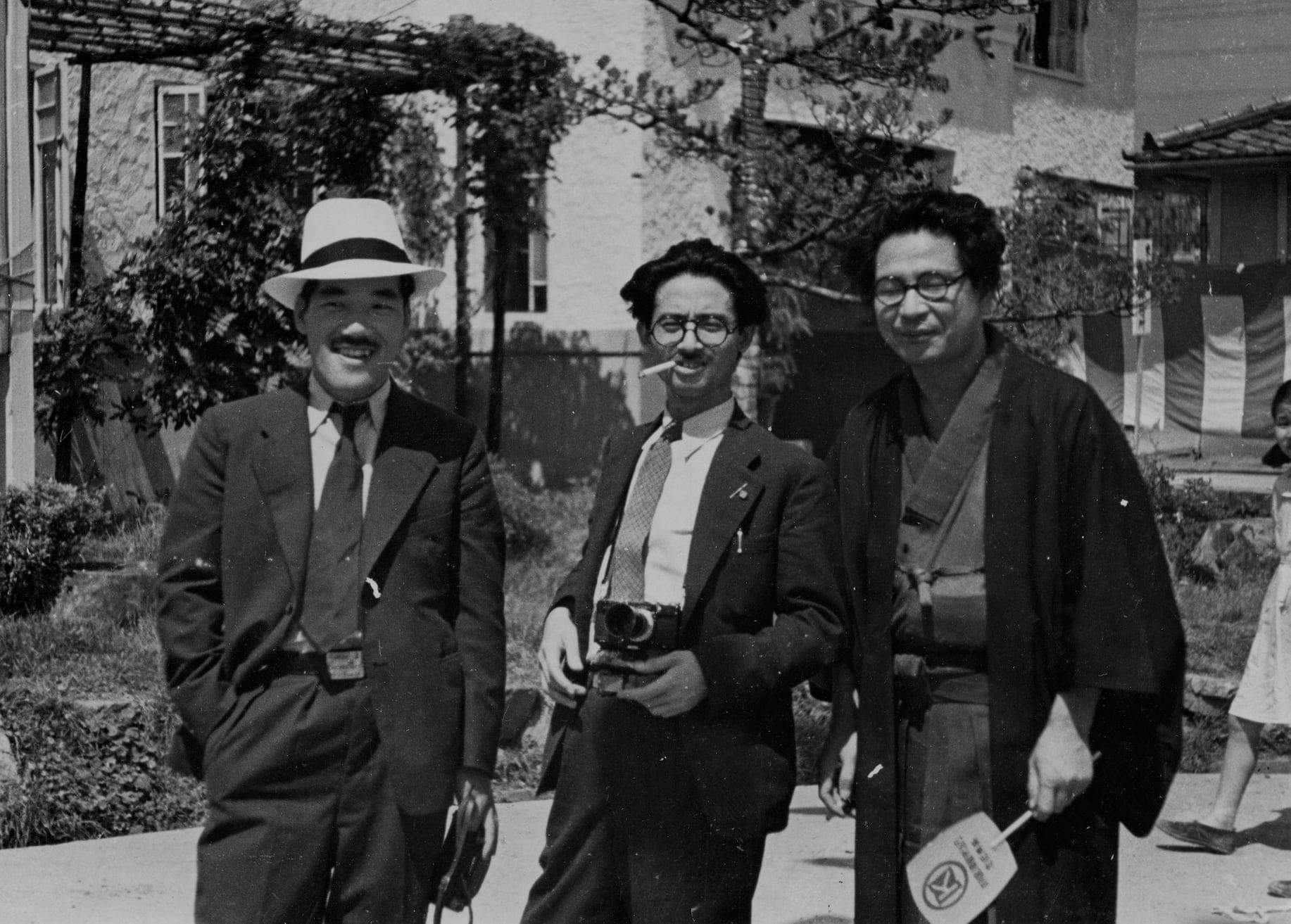
左から山中貞雄、稲垣浩、八尋不二

当時、マキノ時代に知り合い河合時代に仕事をした仲間である三村伸太郎、監督の鈴木桃作らとともに、京都市右京区鳴滝音戸山町に住んでおり、そこを彼らは近代以前の名称で「鳴滝村」と呼んでいた。1934年（昭和9年）、「鳴滝村」に集った同世代の脚本家・藤井滋司、監督の滝沢英輔、稲垣浩、山中貞雄、助監督の萩原遼とともに、この8人が脚本集団「鳴滝組」を結成した。共同のペンネームを「梶原金八」とした。時代はサイレントからトーキーへの移行時期で、痛快なトーキーを書ける謎の新進脚本家「梶原金八」に業界は騒然となった。やがて「鳴滝組」は、1937年（昭和12年）の滝沢・山中の上京と、翌年の山中の戦死などがあって活動を停止するが、22本の作品を残した。
その後も1942年（昭和17年）1月の新興キネマの戦時統合による合併後も残留、大映で執筆をつづけた。
戦後1947年（昭和22年）に東横映画が設立されると『金色夜叉』前後篇を書き、1949年（昭和24年）にマキノ正博がCACを設立するとそちらにも協力、1950年代は東映京都撮影所作品にも多く書いたが、基本的には大映京都撮影所の作家であった。また、映画監督の伊藤大輔らと雑誌「時代映画」を編集・発行した。
65歳になる1969年（昭和44年）に脚本家を引退した。1971年（昭和46年）紫綬褒章受章、1975年（昭和50年）第17回牧野省三賞受賞、同年勲四等旭日小綬章受章ほか受賞は多数。
1986年（昭和61年）11月9日、死去。82歳没。

## おもなフィルモグラフィ
- 学生五人男 発端篇　1927年　監督 : 富沢進郎、撮影松田定次、出演東郷久義、津村博、滝沢憲、小宮一晃、水谷蘭子、杉狂児、マキノ正博
- 学生五人男 爛漫篇　1927年　監督 : マキノ正博、撮影三木稔、主演東郷久義、杉狂児
- 学生五人男 闘争篇　1927年　監督 : 小石栄一・高見貞衛、撮影藤井春美、主演東郷久義、住乃江田鶴子
- 学生五人男 暗黒篇　1927年　監督 : マキノ正博、撮影野村金吾・藤井春美、主演津村博、湊明子
- 学生五人男 恋愛篇　1927年　監督 : 高見貞衛、撮影川辺弥太郎、主演東郷久義、小宮一晃
- 学生五人男 飛躍篇　1927年　監督 : 久保為義・マキノ正博、撮影三木稔・野村金吾、主演東郷久義、津村博
- 阿波狸合戦 1939年　監督 : 寿々喜多呂九平、撮影川崎新太郎、主演羅門光三郎、尾上栄五郎、高山広子
- 維新の曲　1942年　総指揮永田雅一、監督 : 牛原虚彦、応援演出木村恵吾、撮影三木滋人、主演阪東妻三郎、共演市川右太衛門、大友柳太郎、羅門光三郎、香川良介、沢村国太郎、嵐寛寿郎、片岡千恵蔵
- 素浪人罷通る　1947年　監督 : 伊藤大輔、撮影川崎新太郎、主演阪東妻三郎
- 金色夜叉 前篇・後篇　1947年　監督 : マキノ正博、原作尾崎紅葉、撮影三木滋人、主演上原謙、轟夕起子、古川ロッパ、木暮実千代
- 阿波狸屋敷 1952年　監督 : 佐伯幸三、撮影牧田行正、主演堀雄二
- 阿波おどり狸合戦　1954年　監督 : 加戸敏、撮影武田千吉郎、主演黒川弥太郎
- 花の白虎隊　1954年　監督 : 田坂勝彦、撮影牧田行正、主演市川雷蔵、共演勝新太郎
- 血槍富士　1955年　製作大川博、企画マキノ光雄・玉木潤一郎、企画協力伊藤大輔・小津安二郎・清水宏、監督内田吐夢、脚本三村伸太郎、共同脚色民門敏雄、原作井上金太郎、撮影吉田貞次、主演片岡千恵蔵
- 忠臣蔵　1958年　監督・共同脚本渡辺邦男、共同脚本民門敏雄・村松正温、撮影渡辺孝、主演長谷川一夫、共演勝新太郎、鶴田浩二、市川雷蔵、京マチ子、山本富士子、木暮実千代、淡島千景、若尾文子、滝沢修、黒川弥太郎、船越英二、川崎敬三、小沢栄太郎、志村喬、中村鴈治郎 (2代目)、東山千栄子、中村玉緒、三益愛子、根上淳、田崎潤、沢村宗之助、信欣三、高松英郎、川口浩、菅原謙二、坊屋三郎、香川良介、荒木忍、杉山昌三九、羅門光三郎、春本富士夫ほか
- 日蓮と蒙古大襲来　1958年　監督・共同脚本渡辺邦男、撮影渡辺孝、主演長谷川一夫、共演市川雷蔵、勝新太郎、黒川弥太郎、淡島千景、河津清三郎、田崎潤、千田是也、左卜全、志村喬、中村鴈治郎、荒木忍、沢村宗之助、羅門光三郎、香川良介、杉山昌三九、東山千栄子、浦辺粂子
- 千姫御殿　1960年　監督 : 三隅研次、撮影竹村康和、主演山本富士子、共演本郷功次郎、山田五十鈴、中村鴈治郎、志村喬、滝沢修、中村玉緒
- 疵千両 1960年 監督 : 田中徳三
- 忠直卿行状記 (1960年) 監督 : 森一生
- 濡れ髪牡丹 1961年 監督 : 田中徳三
- 釈迦　1961年　監督 : 三隅研次、撮影今井比呂志、作曲伊福部昭、主演本郷功次郎、共演チェリト・ソリス、勝新太郎、川崎敬三、川口浩、市川雷蔵、山本富士子、中村玉緒、京マチ子、市田ひろみ、大辻伺郎、根上淳、中村鴈治郎、荒木忍、山田五十鈴、月丘夢路、北林谷栄、細川ちか子、杉村春子、千田是也、東野英治郎、滝沢修
- 秦・始皇帝　1962年　監督 : 田中重雄、撮影高橋通夫、作曲伊福部昭、主演勝新太郎、共演市川雷蔵、本郷功次郎、川口浩、宇津井健、長谷川一夫、河津清三郎、春本富士夫、東野英治郎、根上淳、中村鴈治郎、山本富士子、中村玉緒、若尾文子、山田五十鈴、高松英郎、川崎敬三、ジョー・オハラ、中条静夫
- 剣に賭ける 1962年 監督 : 田中徳三
- 長脇差忠臣蔵 1962年 監督 : 渡辺邦男
- 手討 1963年 監督 : 田中徳三
- 新・鞍馬天狗 五条坂の決闘 1965年、監督 : 黒田義之
- 怪談雪女郎 1968年 監督 : 田中徳三

## ビブリオグラフィ
- 『八尋不二シナリオ集』、時代映画社、1961年
- 『百八人の侍 - 時代劇と45年』、朝日新聞社、1965年
- 『京の酒』、駸々堂出版（京都文庫）、1971年
- 『時代映画と五十年』、学芸書林、1974年
- 『卑弥呼の末裔』、白川書院、1976年 / 旺文社文庫 1983年 ISBN 401061384X
- 『好き放題』、白川書院、1977年
- 『京おんなの足あと』、白川書院、1978年
- 『映画の都のサムライ達』、六興出版、1980年
- 『聖徳太子 飛鳥の王の王』、旺文社文庫、1984年 ISBN 4010614374

## 関連事項
- マキノ・プロダクション （牧野省三）
- 河合映画製作社 （河合徳三郎）
- 帝国キネマ - 新興キネマ
- 大映京都撮影所
- 東映京都撮影所
- 梶原金八